# Beauval (Somme)
Pour les articles homonymes, voir Beauval.
Beauval est une commune française située dans le département de la Somme en région Hauts-de-France.

## Géographie

### Localisation
Beauval est un bourg picard de l'Amiénois.
Limitrophe de Doullens, la commune est située à 23 km au nord d'Amiens, 36 km à l'est d'Abbeville et à 38 km au sud-est d'Arras à vol d'oiseau.
Le territoire de la commune est limitrophe de ceux de six communes.Les communes limitrophes sont Gézaincourt, Beauquesne, Candas, Doullens, Terramesnil et La Vicogne.

### Géologie et relief, hydrographie
Le relief de la commune est celui d'un plateau traversé par une vallée sèche. Le point culminant se trouve à une altitude de 170 mètres, au sud de la commune. Le sol de la commune est de formation tertiaire et quaternaire, on a retrouvé dans le sous-sol de la commune des fossiles de belemnites, de Mosasaurus, de Térébratule de dents de squale. Sous la couche de terre végétale se trouvent successivement des couches de gros galets recouverts de cailloux fins, du calcaire grossier avec des ossements de mammouth.
Aucun cours d'eau ne traverse la commune. À la fin du XIXe siècle, la nappe phréatique était située à 35 m de profondeur.

### Hydrographie

#### Réseau hydrographique
La commune est située dans le bassin Artois-Picardie. Elle est drainée par la Gezincourtoise et le Bois Prieur,.

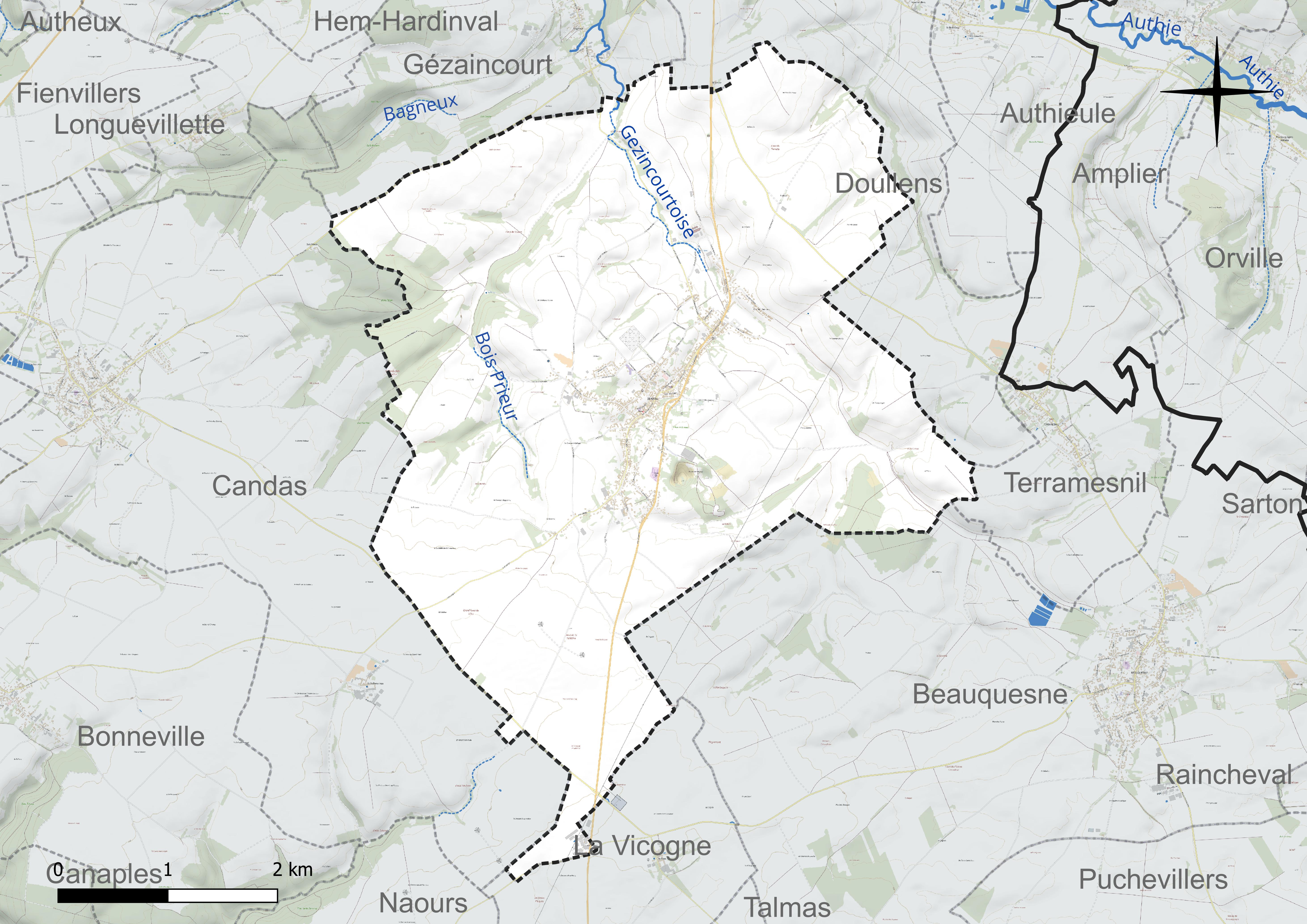
Réseau hydrographique de Beauval.

#### Gestion et qualité des eaux
Le territoire communal est couvert par le schéma d'aménagement et de gestion des eaux (SAGE) « Authie ». Ce document de planification concerne un territoire de 1 253 km2 de superficie, délimité par le bassin versant de l'Authie. Le périmètre a été arrêté le 5 août 1999 et le SAGE proprement dit est, en 2024, en cours d'élaboration. La structure porteuse de l'élaboration et de la mise en œuvre est le syndicat mixte Canche Et Authie.
La qualité des cours d'eau peut être consultée sur un site dédié géré par les agences de l'eau et l'Agence française pour la biodiversité.

### Climat
Pour des articles plus généraux, voir Climat des Hauts-de-France et Climat de la Somme.
Le climat de la commune est tempéré océanique avec vents dominants du nord-ouest.
En 2010, le climat de la commune est de type climat océanique altéré, selon une étude du CNRS s'appuyant sur une série de données couvrant la période 1971-2000. En 2020, Météo-France publie une typologie des climats de la France métropolitaine dans laquelle la commune est exposée à un climat océanique et est dans la région climatique Côtes de la Manche orientale, caractérisée par un faible ensoleillement (1 550 h/an) ; forte humidité de l'air (plus de 20 h/jour avec humidité relative > 80 % en hiver), vents forts fréquents.
Pour la période 1971-2000, la température annuelle moyenne est de 9,9 °C, avec une amplitude thermique annuelle de 14,1 °C. Le cumul annuel moyen de précipitations est de 830 mm, avec 12,6 jours de précipitations en janvier et 9 jours en juillet. Pour la période 1991-2020, la température moyenne annuelle observée sur la station météorologique la plus proche, située sur la commune de Bernaville à 12 km à vol d'oiseau, est de 10,4 °C et le cumul annuel moyen de précipitations est de 877,3 mm,. Pour l'avenir, les paramètres climatiques de la commune estimés pour 2050 selon différents scénarios d'émission de gaz à effet de serre sont consultables sur un site dédié publié par Météo-France en novembre 2022.

### Voies de communications et transports
Beauval est traversé par la route nationale 25 (RN 25).
En 2019, la localité est desservie par la ligne d'autocars no 22 (Doullens - Villers-Bocage - Amiens) du réseau Trans'80, Hauts-de-France, tous les jours sauf le dimanche et les jours fériés et la ligne no 25, le jeudi, jour de marché à Doullens. La ligne no 26 (Doullens - Bernaville - Abbeville) permet les déplacements vers Abbeville.

## Urbanisme
La commune présente un habitat groupé.

### Typologie
Au 1er janvier 2024, Beauval est catégorisée bourg rural, selon la nouvelle grille communale de densité à sept niveaux définie par l'Insee en 2022.
Elle appartient à l'unité urbaine de Beauval, une unité urbaine monocommunale constituant une ville isolée,. Par ailleurs la commune fait partie de l'aire d'attraction d'Amiens, dont elle est une commune de la couronne,. Cette aire, qui regroupe 369 communes, est catégorisée dans les aires de 200 000 à moins de 700 000 habitants,.

### Occupation des sols
L'occupation des sols de la commune, telle qu'elle ressort de la base de données européenne d'occupation biophysique des sols Corine Land Cover (CLC), est marquée par l'importance des territoires agricoles (90 % en 2018), une proportion sensiblement équivalente à celle de 1990 (90,3 %). La répartition détaillée en 2018 est la suivante : 
terres arables (75,5 %), prairies (14,5 %), forêts (4,6 %), zones urbanisées (4,3 %), milieux à végétation arbustive et/ou herbacée (1,1 %). L'évolution de l'occupation des sols de la commune et de ses infrastructures peut être observée sur les différentes représentations cartographiques du territoire : la carte de Cassini (XVIIIe siècle), la carte d'état-major (1820-1866) et les cartes ou photos aériennes de l'IGN pour la période actuelle (1950 à aujourd'hui).

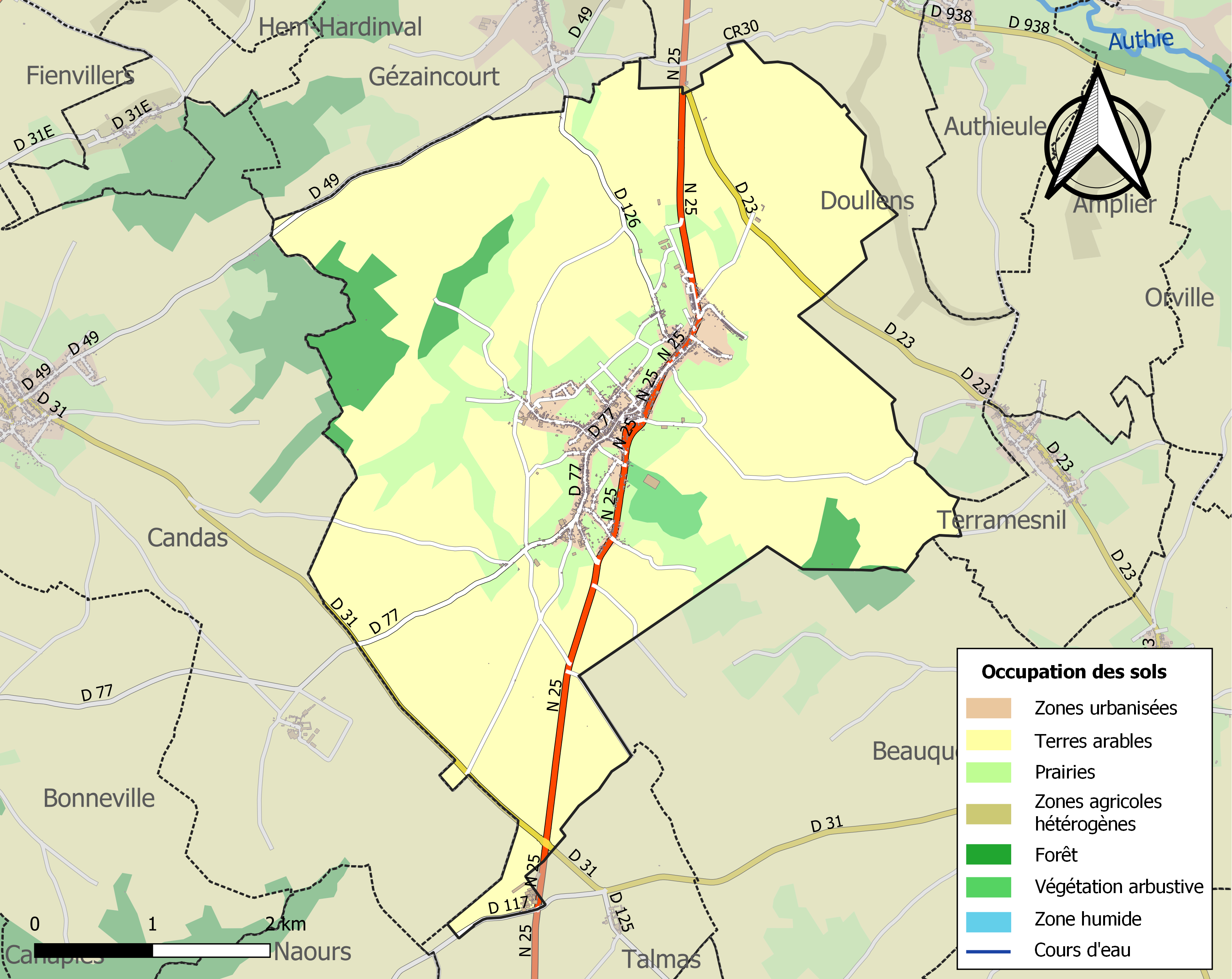
Carte des infrastructures et de l'occupation des sols de la commune en 2018 (CLC).

### Habitat et logement
En 2019, le nombre total de logements dans la commune était de 971, alors qu'il était de 944 en 2014 et de 925 en 2009.
Parmi ces logements, 90,2 % étaient des résidences principales, 1,3 % des résidences secondaires et 8,5 % des logements vacants. Ces logements étaient pour 98,7 % d'entre eux des maisons individuelles et pour 1,1 % des appartements.
Le tableau ci-dessous présente la typologie des logements à Beauval en 2019 en comparaison avec celle de la Somme et de la France entière. Une caractéristique marquante du parc de logements est ainsi une proportion de résidences secondaires et logements occasionnels (1,3 %) inférieure à celle du département (8,3 %) et à  à celle de la France entière (9,7 %). Concernant le statut d'occupation de ces logements, 74,2 % des habitants de la commune sont propriétaires de leur logement (75,3 % en 2014), contre 60,2 % pour la Somme et 57,5 pour la France entière.
| Typologie                                               | Beauval | Somme | France entière |
| ------------------------------------------------------- | ------- | ----- | -------------- |
| Résidences principales (en %)                           | 90,2    | 83,2  | 82,1           |
| Résidences secondaires et logements occasionnels (en %) | 1,3     | 8,3   | 9,7            |
| Logements vacants (en %)                                | 8,5     | 8,5   | 8,2            |

### Projets
Lors de la campagne municipale de 2020, le maire sortant Bernard Thuillier, qui a été réélu, proposait de construire de nouveaux logements avec les bailleurs sociaux de la commune ou par la création d'une zone d'aménagement concerté (ZAC), la réalisation d'un hôtel d'entreprises ainsi que de revitaliser le centre-bourg et ses commerces, tout en favorisant les déplacements piétons et cyclistes, afin de renforcer l'attractivité de cette commune qui a perdu près de 150 habitants en 10 ans, et qui a été atteint par la fermeture d'entreprises importantes Rosenlew (2004) et Goodyear (2014).
Ce développement pourrait permettre la requalification de la friche Saint-Frères, avec l'aménagement de logements locatifs et en accession à la propriété, ainsi qu'une maison « Âges et vie » destinées aux personnes âgées en perte d'autonomie.

## Toponymie
On trouve plusieurs formes pour désigner Beauval dans les textes anciens : Bella Vallis, Belval, Biauval, Biauvalis, Belleaval.
Le nom de la localité est attesté sous la forme de Bellavalle au XIIe siècle.
Beauval signifierait la « belle vallée ». Si le mot val est aujourd'hui masculin, le mot latin vallis lui, est féminin.

## Histoire

### Préhistoire
Des haches en pierre polie furent retrouvées sur le territoire communal.

### Antiquité
Des fragments de poteries gauloises et des monnaies romaines de Postume et d'Antonin le Pieux.

### Moyen Âge
Au Moyen Âge, la châtellenie de Beauval est détenue par la famille Campdavaine. En 1219, Hue Campdavaine octroie une charte communale aux habitants de Beauval.
Au XIVe siècle, sous le règne de Charles V, les Grandes compagnies ravagent Beauval.

### Époque moderne
En 1597, le roi Henri IV établit son camp à Beauval après le siège d'Amiens, en poursuivant l'armée du roi d'Espagne.
En 1789, les Cahiers de doléances du tiers état de Beauval demandaient la suppression de la gabelle (impôt sur le sel).

### Époque contemporaine
En 1810, trois frères de la famille Saint originaire de Beauval, Pierre-François l'aîné, Jean-Baptiste et Pierre-François, exerçaient à Beauval la profession de tisserands, comme leur père. En 1814, les trois frères s'associèrent pour fabriquer des toiles d'emballage. Pierre-François l'aîné organisa la fabrication des toiles à Beauval, son frère Jean-Baptiste et ses gendres s'installèrent à Rouen, en 1828, pour en faire commerce. Pierre -François, le troisième frère fut chargé à Amiens de l'achat des matières premières, lin et étoupes ainsi que de la vente des toiles. Plusieurs centaines de tisserands travaillaient pour eux,.
À partir de 1845, les frères Saint produisirent des sacs en toile de jute. Le jute était un produit nouveau dans l'Europe de cette époque, réputé pour sa robustesse. La fabrication de toile et de sac en jute était stimulée par l'essor de la production agricole et industrielle consommatrice de sacs de toile. La fibre de jute, dont la production était localisée aux Indes britanniques, était bon marché et réputée pour sa solidité. L'industrie textile fit la prospérité de Beauval, dominée par la famille Saint pendant un siècle, des années 1850 à 1950.
La commune de Beauval est desservie de 1889 à 1949 par un chemin de fer secondaire à voie métrique de la Ligne d'Albert à Doullens. Cette ligne de chemin de fer permit le développement de l'extraction de phosphate découvert dans la commune en 1885 et de silex ainsi que le transport de la production de textile, briques, tuiles vers les centres de consommation de Doullens, Albert ou Amiens.
Des carrières de sable phosphaté ont été exploitées  dans la commune. Appartenant à M. Bernard, elles étaient considérées comme épuisées à la fin du XIXe siècle,,. Les propriétaires fonciers et se sont fait construire de belles maisons.

Beauval à la fin du XIXe siècle ou au tout début du XXe siècle
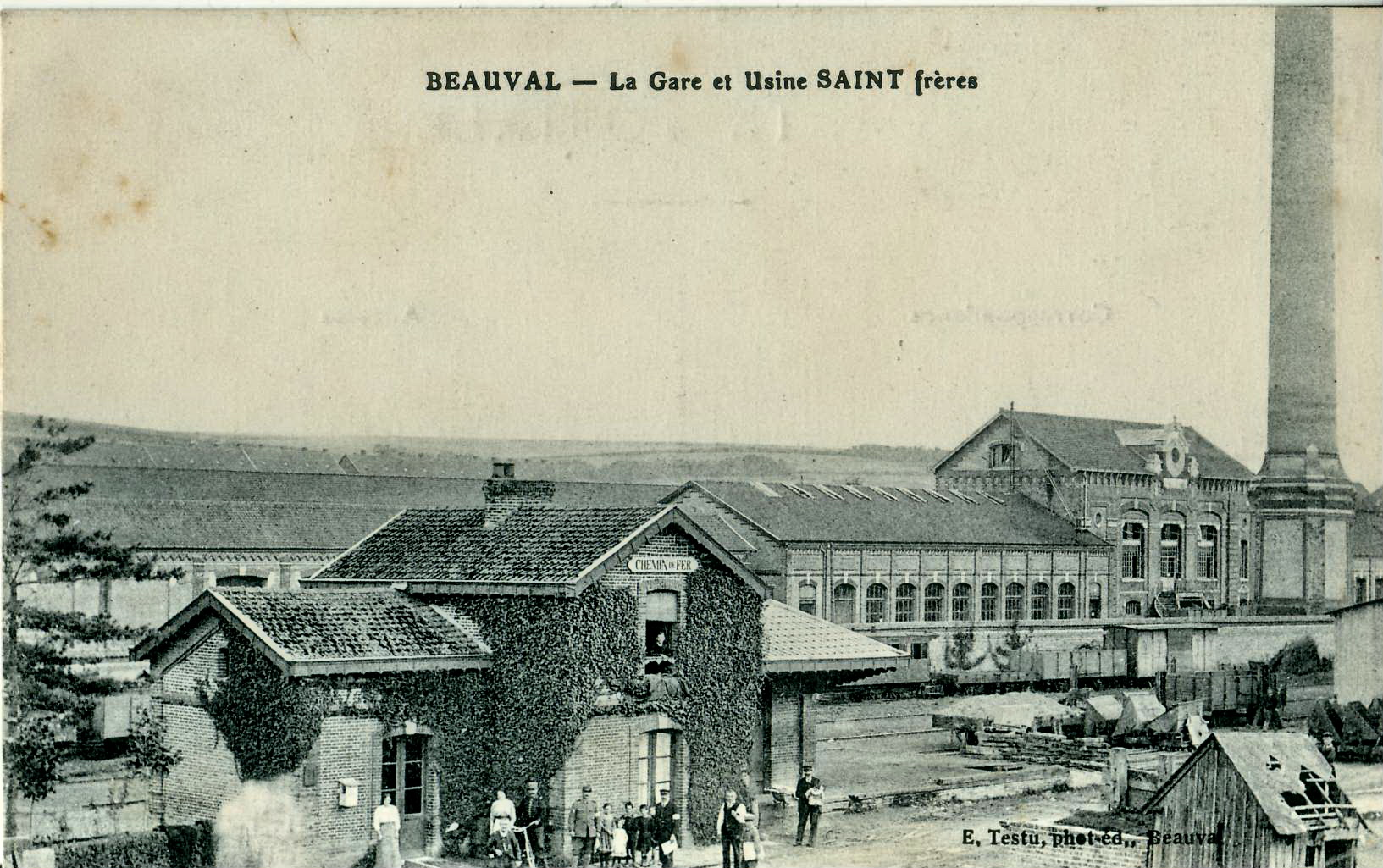
Gare de Beauval et usine Saint Frères.
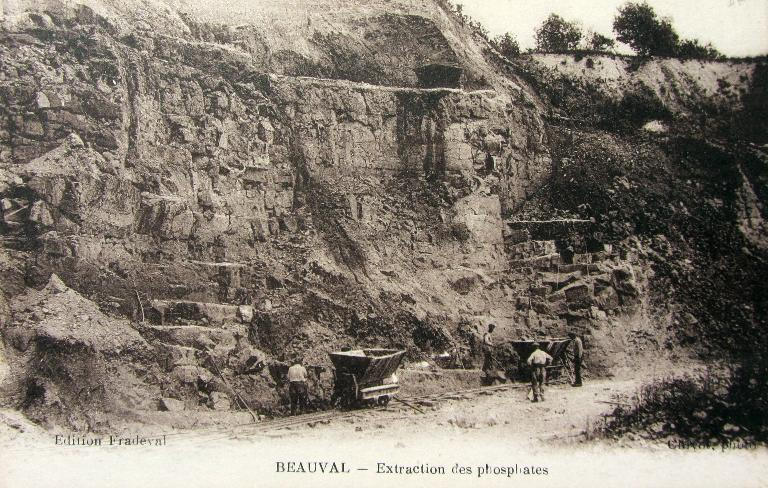
Carrière de phosphate
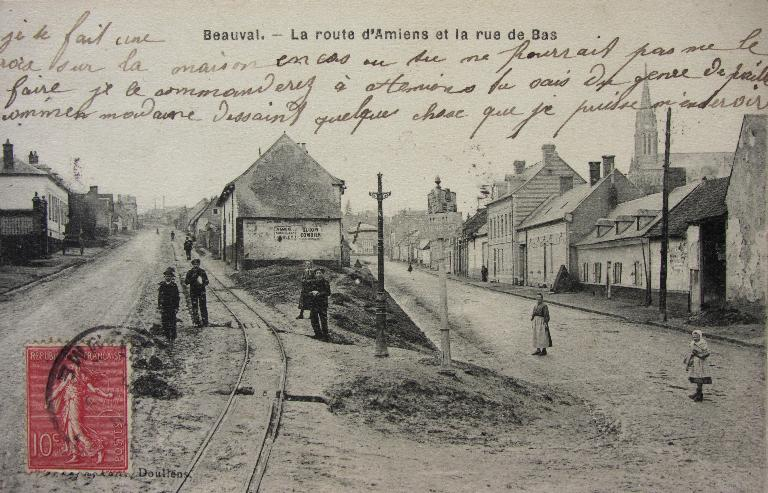
La route d'Amiens et la rue de Bas, avec une voie du chemin de fer des carrières
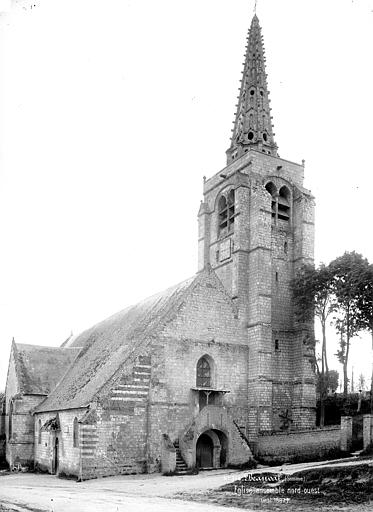
L'ancienne église en 1887
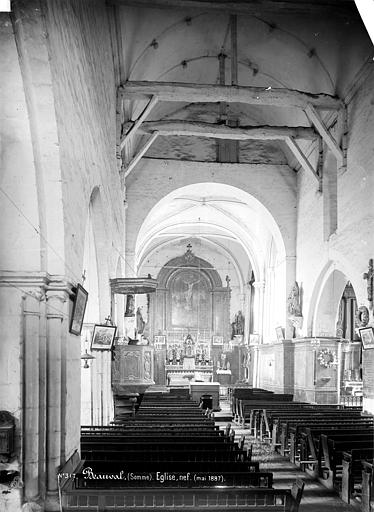
La nef de l'ancienne église en 1887

Deuxième Guerre mondiale
La commune a été décorée de la Croix de guerre 1939-1945 le 11 novembre 1948 avec étoile de bronze.

## Politique et administration

### Rattachements administratifs et électoraux

#### Rattachements administratifs
La commune se trouve depuis 1926 dans l'arrondissement d'Amiens du département de la Somme.
Elle fait partie depuis 1801 du canton de Doullens. Dans le cadre du redécoupage cantonal de 2014 en France, cette circonscription administrative territoriale a disparu, et le canton n'est plus qu'une circonscription électorale.

#### Rattachements électoraux
Pour les élections départementales, la commune fait partie depuis 2014 d'un nouveau canton de Doullens, passé de 14 à 44 communes
Pour l'élection des députés, elle fait partie depuis 1988 de la quatrième circonscription de la Somme.

### Intercommunalité
La commune était  membre de la communauté de communes du Doullennais, créée fin 1992.
Dans le cadre des dispositions de la loi portant nouvelle organisation territoriale de la République du 7 août 2015, qui prévoit que les établissements publics de coopération intercommunale (EPCI) à fiscalité propre doivent avoir un minimum de 15 000 habitants, celle-ci a fusionné avec ses voisines pour former, le 1er janvier 2017, la communauté de communes du Territoire Nord Picardie, dont la commune est désormais membre.

### Tendances politiques et résultats
Lors du premier tour des élections municipales de 2014 dans la Somme, la liste menée par René Cazier obtient la majorité absolue des suffrages exprimés, avec 588 voix (60,06 %, 16 conseillers municipaux élus dont 4 communautaires), devançant très largement celle menée par Bernard Thuillier, qui a recueilli 391 voix (39,93 %, 3 conseillers municipaux élus dont 1 communautaire).
Lors de ce scrutin, 26,56 % des électeurs se sont abstenus.
Lors d'élections partielles tenues en novembre 2017 à la suite de dissensions et de démissions en série dans la précédente équipe, la liste menée par Bernard Thuillier obtient la majorité des suffrages exprimés, avec 416 voix, devançant celle de Christian Buffet, qui a recueilli 380 suffrages
Au premier tour des élections municipales de 2020 dans la Somme, la liste menée par le maire sortant Bernard Thuillier obtient la majorité absolue des suffrages exprimés, avec 463 voix (57,44 %, 15 conseillers municipaux élus dont 3 communautaires), devançant nettement celle menée par Bernard Candas, qui a recueilli 343 voix (42,55 %, 4 conseillers municipaux élus dont 1 communautaire.
Lors de ce scrutin marqué par la pandémie de Covid-19 en France, 47,79 % des électeurs se sont abstenus.

## Équipements et services publics

### Enseignement
Le 13 décembre 2014 est inaugurée l'école du Valençon, qui a coûté 5 millions d'euros. Cet établissement compte alors cinq classes de maternelle et sept classes élémentaires. Une salle de repos, une salle de motricité et une salle d'accueil périscolaire complètent le dispositif qui comporte également une salle informatique et un Rased (Réseau d'aides spécialisées pour les élèves en difficulté).

### Équipements culturels
L'ancienne école primaire est reconvertie en 2020 pour constituer un  pôle socio-culturel et sportif comprenant un dojo, une salle de danse, une bibliothèque, une médiathèque ou encore une salle de formation. L'équipement conçu par l'architecte Yves-Franck Kiki est évalué à 1 769 130 € TTC, dont 544 378 € € restent à la charge de la commune,.

## Population et société

### Démographie
L'évolution du nombre d'habitants est connue à travers les recensements de la population effectués dans la commune depuis 1793. Pour les communes de moins de 10 000 habitants, une enquête de recensement portant sur toute la population est réalisée tous les cinq ans, les populations de référence des années intermédiaires étant quant à elles estimées par interpolation ou extrapolation. Pour la commune, le premier recensement exhaustif entrant dans le cadre du nouveau dispositif a été réalisé en 2005.

En 2022, la commune comptait 1 953 habitants, en évolution de −6,82 % par rapport à 2016 (Somme : −1,26 %, France hors Mayotte : +2,11 %).
| 1793  | 1800  | 1806  | 1821  | 1831  | 1836  | 1841  | 1846  | 1851  |
| ----- | ----- | ----- | ----- | ----- | ----- | ----- | ----- | ----- |
| 1 630 | 1 801 | 1 701 | 2 050 | 2 302 | 2 381 | 2 651 | 2 584 | 2 568 |

| 1856  | 1861  | 1866  | 1872  | 1876  | 1881  | 1886  | 1891  | 1896  |
| ----- | ----- | ----- | ----- | ----- | ----- | ----- | ----- | ----- |
| 2 631 | 2 716 | 2 640 | 2 560 | 2 478 | 2 274 | 2 261 | 3 709 | 2 487 |

| 1901  | 1906  | 1911  | 1921  | 1926  | 1931  | 1936  | 1946  | 1954  |
| ----- | ----- | ----- | ----- | ----- | ----- | ----- | ----- | ----- |
| 2 761 | 2 979 | 2 985 | 2 496 | 2 405 | 2 285 | 2 195 | 2 249 | 2 132 |

| 1962  | 1968  | 1975  | 1982  | 1990  | 1999  | 2005  | 2006  | 2010  |
| ----- | ----- | ----- | ----- | ----- | ----- | ----- | ----- | ----- |
| 2 173 | 2 192 | 2 206 | 2 274 | 2 286 | 2 243 | 2 151 | 2 140 | 2 145 |

| 2015  | 2020  | 2022  | - | - | - | - | - | - |
| ----- | ----- | ----- | - | - | - | - | - | - |
| 2 101 | 2 007 | 1 953 | - | - | - | - | - | - |

## Culture locale et patrimoine

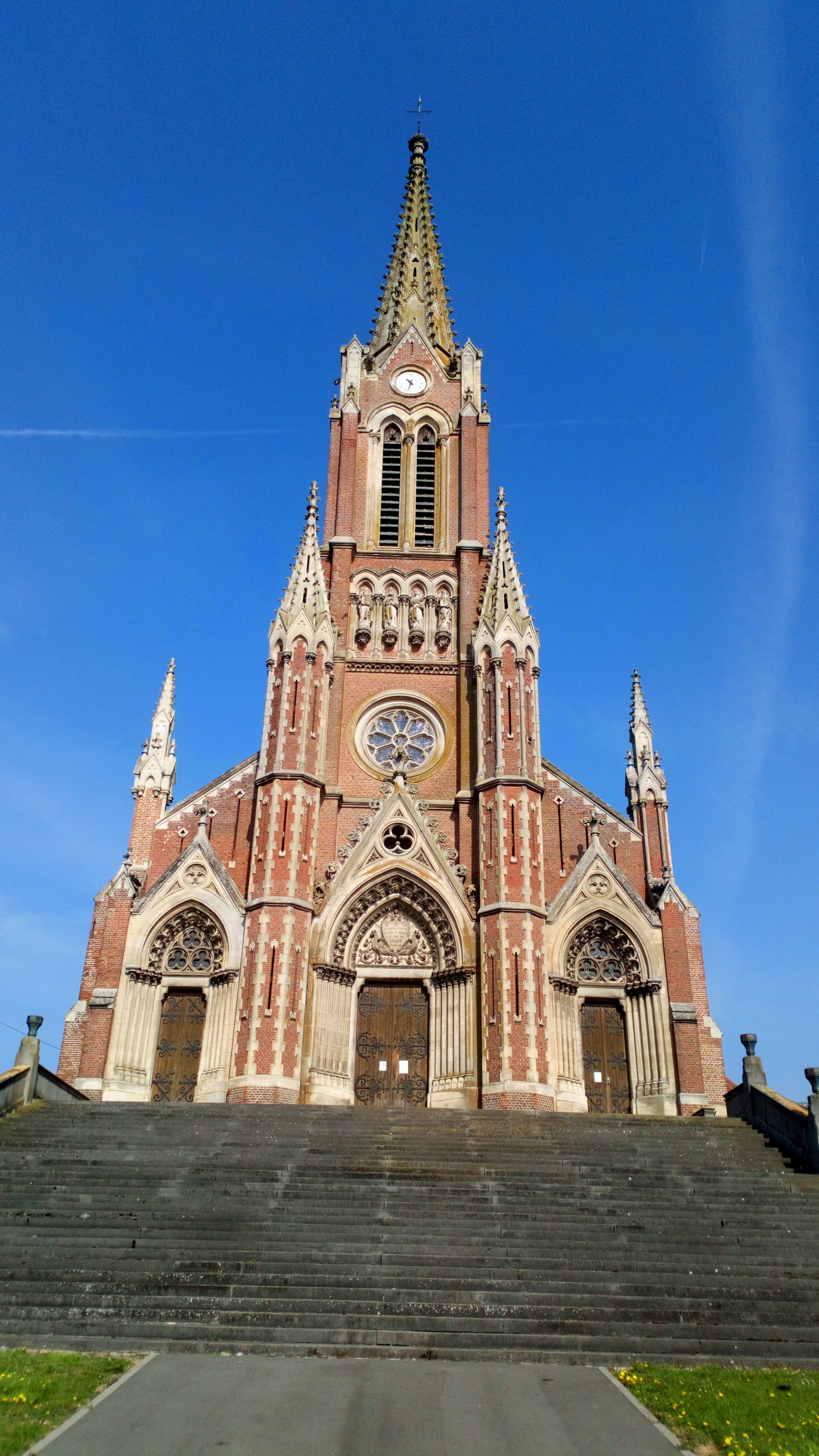
Église Saint-Nicolas.

### Lieux et monuments
- Église Saint-Nicolas, construite en 1888 grâce aux financements des frères Saint (industriels du textile) par l'architecte amiénois Victor Delefortrie, qui a réalisé de nombreuses églises néo-gothiques en Picardie à la fin du XIXe siècle[54],[55], en remplacement de l'ancienne église du XIIe siècle[56],[57],[58],[59].

- Monument aux morts, orné de la sculpture Le Poilu victorieux d'Eugène Bénet[60],[61].

- Parcours pédestre dit le « Circuit du Papillon », qui permet de découvrir la commune de Beauval et son passé industriel, avec un parcours de 10,700 km[62],[63].

- Le cimetière de Beauval, sur trois hectares, lui aussi construit par la famille Saint, un des plus beaux du département[64],[65].
Il comprend notamment: 
  - La chapelle funéraire de la famille Saint, édifiée par Victor Delefortrie, restaurée en 1994 ;
  - une partie militaire où reposent 234 soldats britanniques , 5 canadiens, 8 Australiens et un Néo-zélandais tués lors de la Première Guerre mondiale[66].

Le cimetière
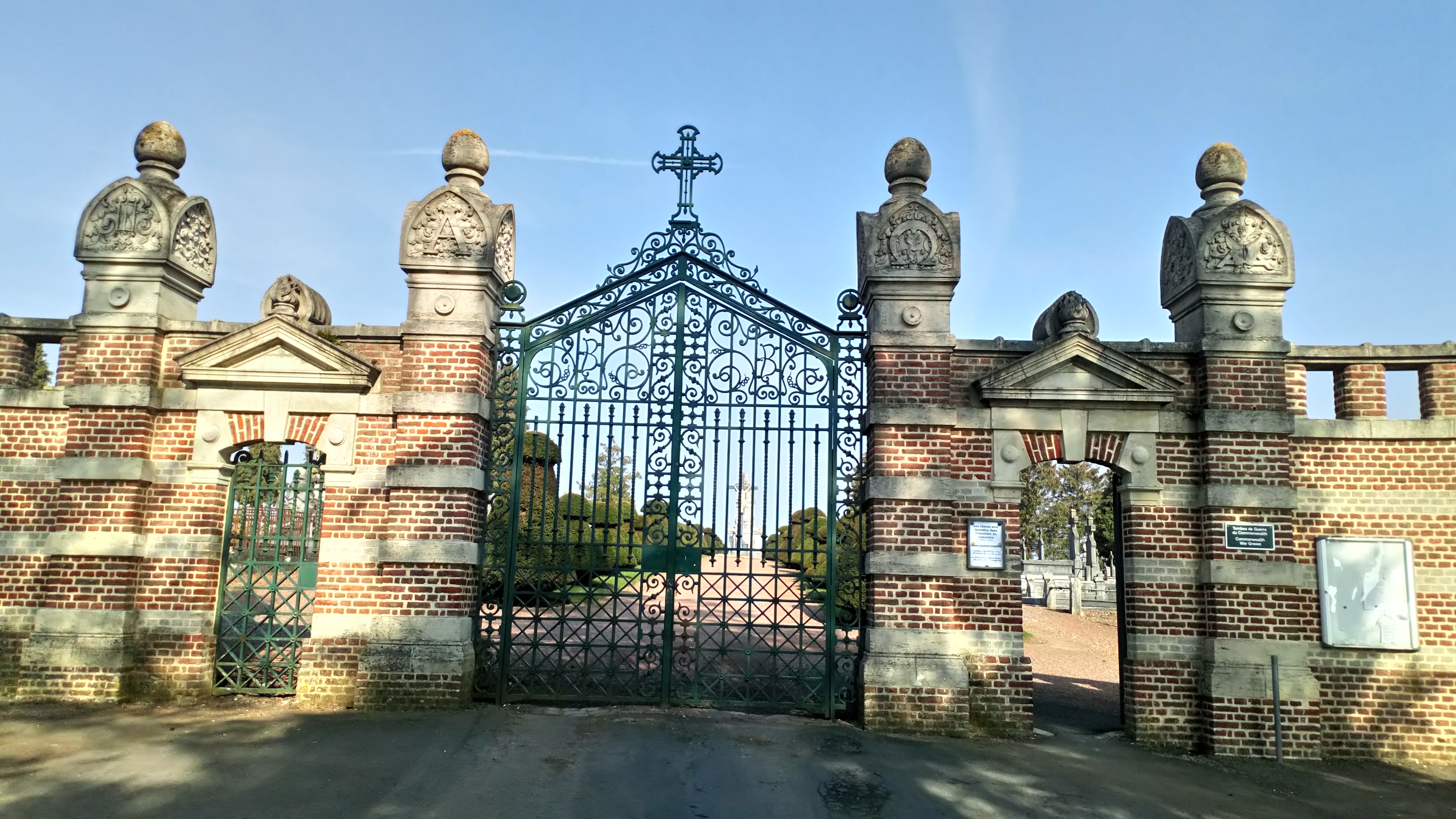
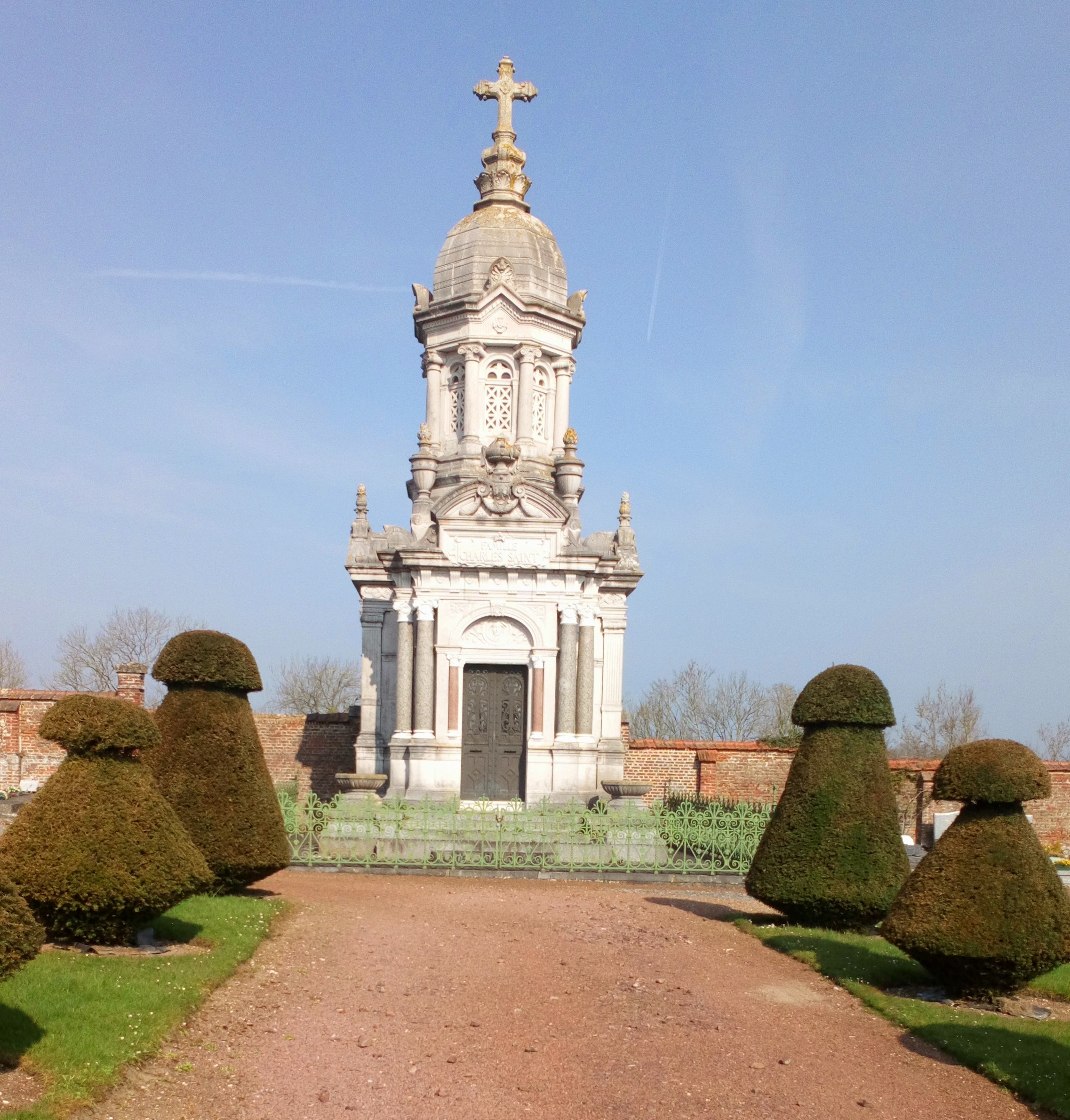
La chapelle funéraire de la famille Saint.
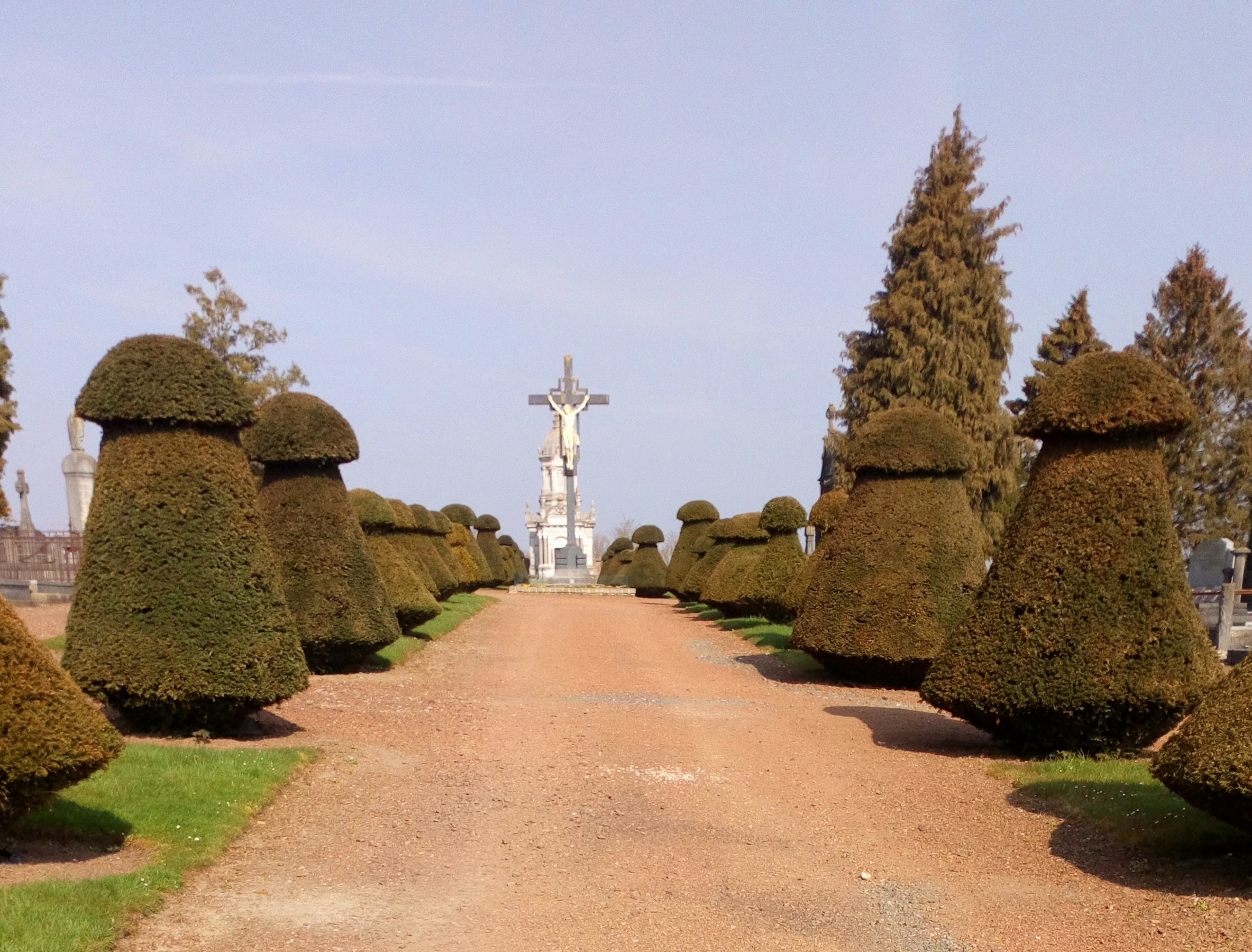

- Friche industrielle Saint Frères, qui rappelle le passé textile de la commune. Le bâtiment administratif a été classé monument historique en 2015[67] ;

- Oratoire Saint-Charles-Borromée, archevêque de Milan au XVIe siècle, en honneur à Charles Saint, donateur de l'église moderne[59].
- Architecture urbaine en brique, typique des villes du Nord de la France et de Picardie.

Lambrequins  de fenêtres
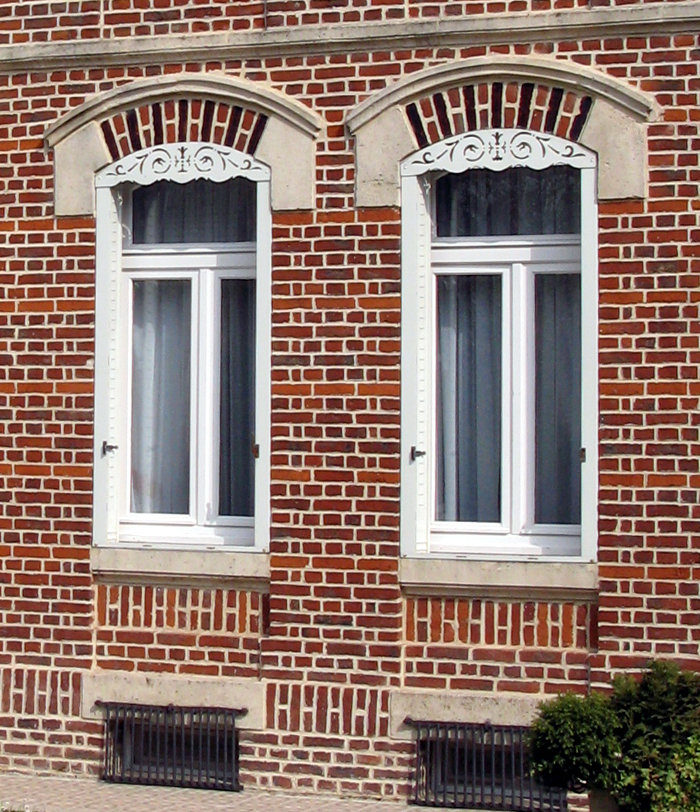
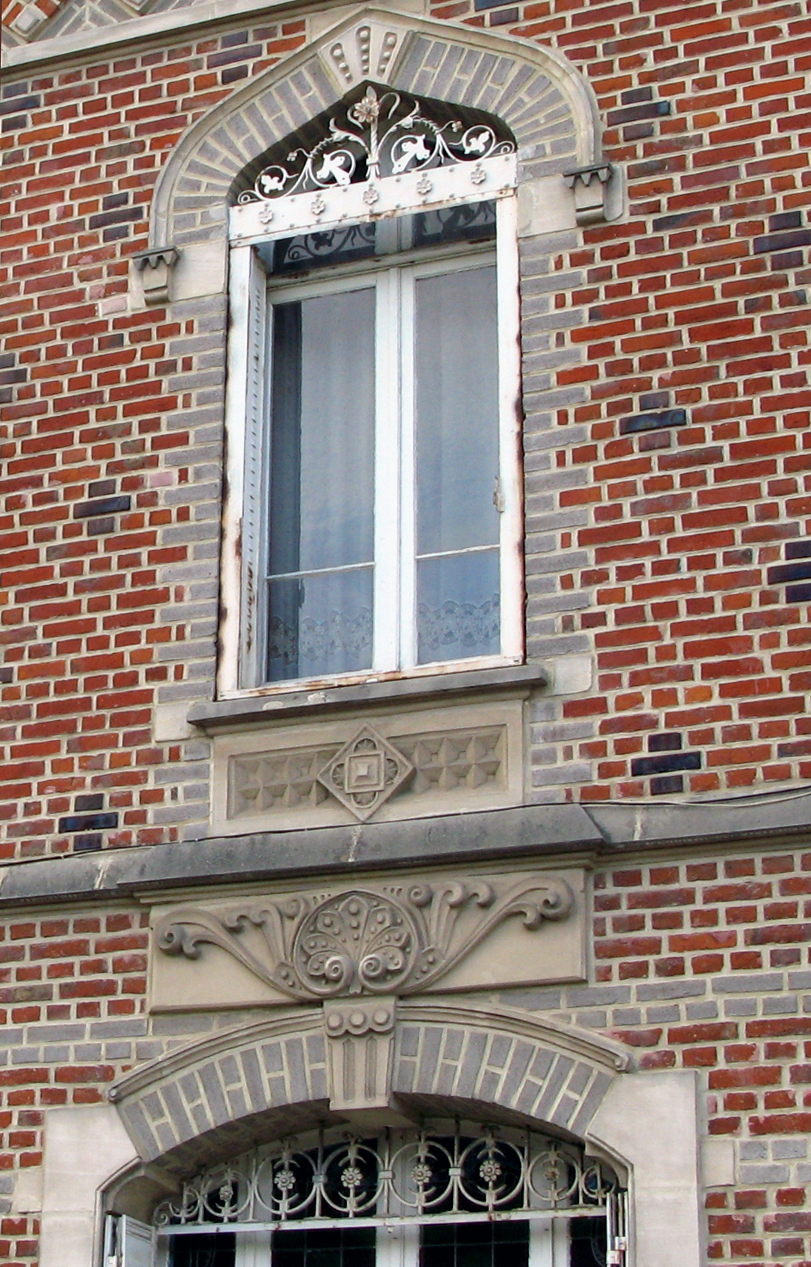
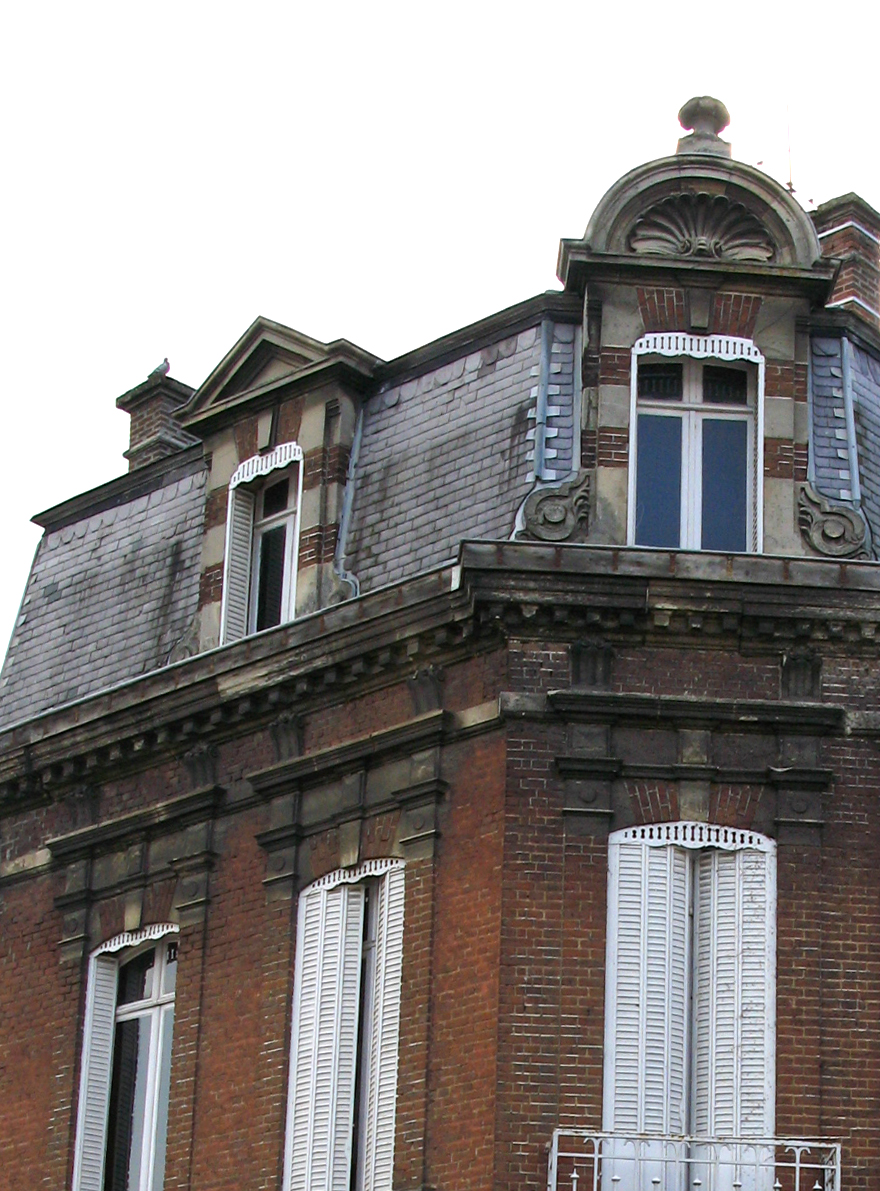
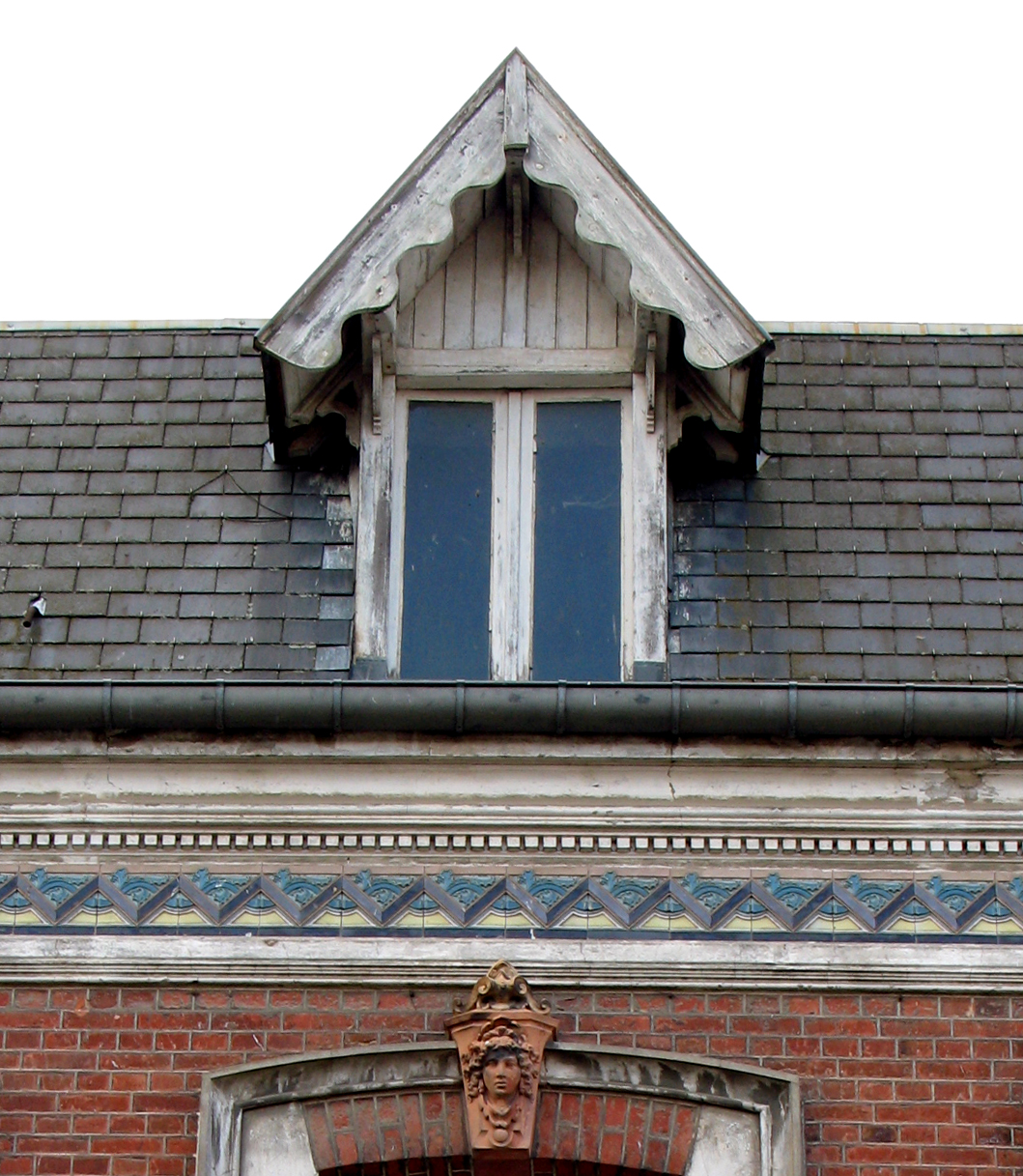

### Personnalités liées à la commune
- En 1415, le seigneur de Beauval de la famille de Maison de Châtillon meurt à la Bataille d'Azincourt[4].
- Horace Colmaire, peintre, portraitiste mort à Beauval. Un de ses tableaux « La vieille picarde » se trouve au musée de Picardie à Amiens.
Il peignit également, dans sa jeunesse à Paris, Joséphine Baker à ses débuts.
- Charles Saint, né à Beauval, industriel et homme politique, député de la Somme de 1894 à 1902. Il est l'un des créateurs de l'industrie du tissage mécanique du jute ; fabricant de toile et de sacs, il est membre du jury des expositions universelles de 1878 et de 1889, vice-président de la chambre de commerce d'Amiens, officier de la Légion d'honneur. et fonde au Tonkin de vastes exploitations agricoles[68].
- Érika Sauzeau (1982), athlète paralympique française spécialiste de l'aviron, est originaire de Beauval et vit toujours dans la commune.

### Beauval et le cinéma
- Peaux de vaches (sorti en 1988), film de Patricia Mazuy, avec Sandrine Bonnaire, Jean-François Stévenin, Jacques Spiesser.

### Héraldique
| Blason de Beauval | Blason  | D'azur à trois gerbes d'avoine d'or posées deux et une. Ornements extérieursCroix de guerre 1939-1945 avec étoile de bronze. Citation à l'ordre du régiment du 11 novembre 1948 : « vaillante et courageuse commune, atteinte par l'ennemi le 20 mai 1940, et qui n'en a pas moins continué, dans la clandestinité, le bon combat. Détention d'armes, seize de ses fils déportés ou internés, dont trois morts dans les camps de concentration. » |
| Blason de Beauval | Détails | Les armes de la commune reprennent celles des seigneurs de Beauval figurant sur un sceau de Robert de Beauval de 1262 Le statut officiel du blason reste à déterminer. |

## Pour approfondir